# Edometr
Edometr (stgr. ἔδαφος (édaphos) ‘grunt, ziemia’ lub stgr. οἴδημα (oídēma) ‘opuchlizna, nabrzmienie’ + stgr. μετρέω (metréō) ‘mierzyć’) – przyrząd laboratoryjny do pomiaru ściśliwości i odprężania się gruntu. Próbka umieszczona w pojemniku uniemożliwiającym boczne rozszerzanie jest w nim stopniowo obciążana. Nie ma możliwości odkształcenia się na boki, czyli znajduje się w jednoosiowym stanie odkształcenia. Badanie jest szczególnie istotne przy ocenie właściwości podłoża gruntowego. Odpowiada to pracy gruntu, gdy ten znajduje się pod fundamentem.